# Allodia rhombica
Allodia rhombica är en tvåvingeart som beskrevs av Lastovka och Loïc Matile 1974. Allodia rhombica ingår i släktet Allodia och familjen svampmyggor. Inga underarter finns listade i Catalogue of Life.